# Betsy Russell
Betsy Russell, född 6 september 1963, är en amerikansk skådespelerska som är mest känd för sin roll som Jill Tuck, änka till seriemördaren Jigsaw, i Saw-filmerna.

## Uppväxt
Betsy Russell föddes i San Diego i Kalifornien. Hon började skådespela i skolprojekt när hon gick på high school och vann en roll i en Pepsi-reklam. Efter att hon tagit studenten flyttade hon till Los Angeles för att börja en karriär som skådespelerska.

## Karriär
Russells första roll var i filmen Let's Do It!, 1982. Samma år spelade hon i tv-serierna TJ Hooker och Family Ties. Hennes genombrott kom 1983, när hon spelade Jordan Leigh-Jenson i komedin Private School. Hon var med i ett antal B-filmer under 1980-talet, såsom Tomboy, Avenging Angel och Cheerleader Camp. Förutom film var hon även med i några tv-serier, såsom The A-Team, Mord och inga visor och ett avsnitt av Stålpojken.
Efter ett kort paus från skådespeleriet var hon med i Saw-serien, där hon spelade seriemördaren John "Jigsaw" Kramers exfru, Jill Tuck. Hon är även med i filmen Chain Letters 2010.